# Скіфська єпархія

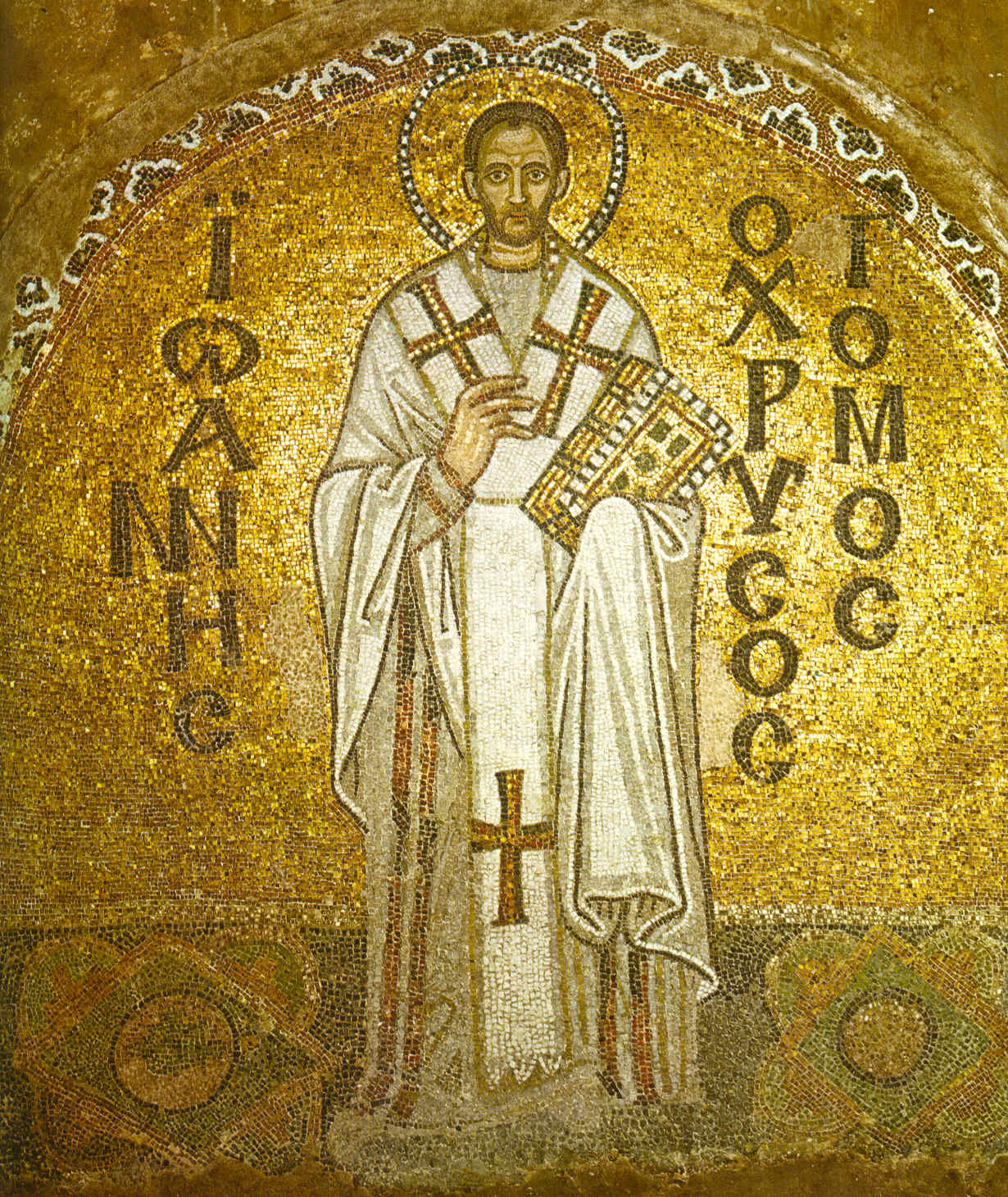
Святий Іван Золотоустий

Скіфська (Томітанська) єпархія — єпархія у складі Константинопольського патріархату єдиної вселенської кафолічної православної церкви, згадується з III по IX ст. включно. 

## Розташування
Центр був у м. Томи (Фракія). Існувала версія, що це м.Констанца. Під її управлінням були землі так званої Малої або Древньої Скіфії. Зараз це територія Румунії, але вона також займала деяку частину Одеської області, що видно на мапі Ромейської імперії.

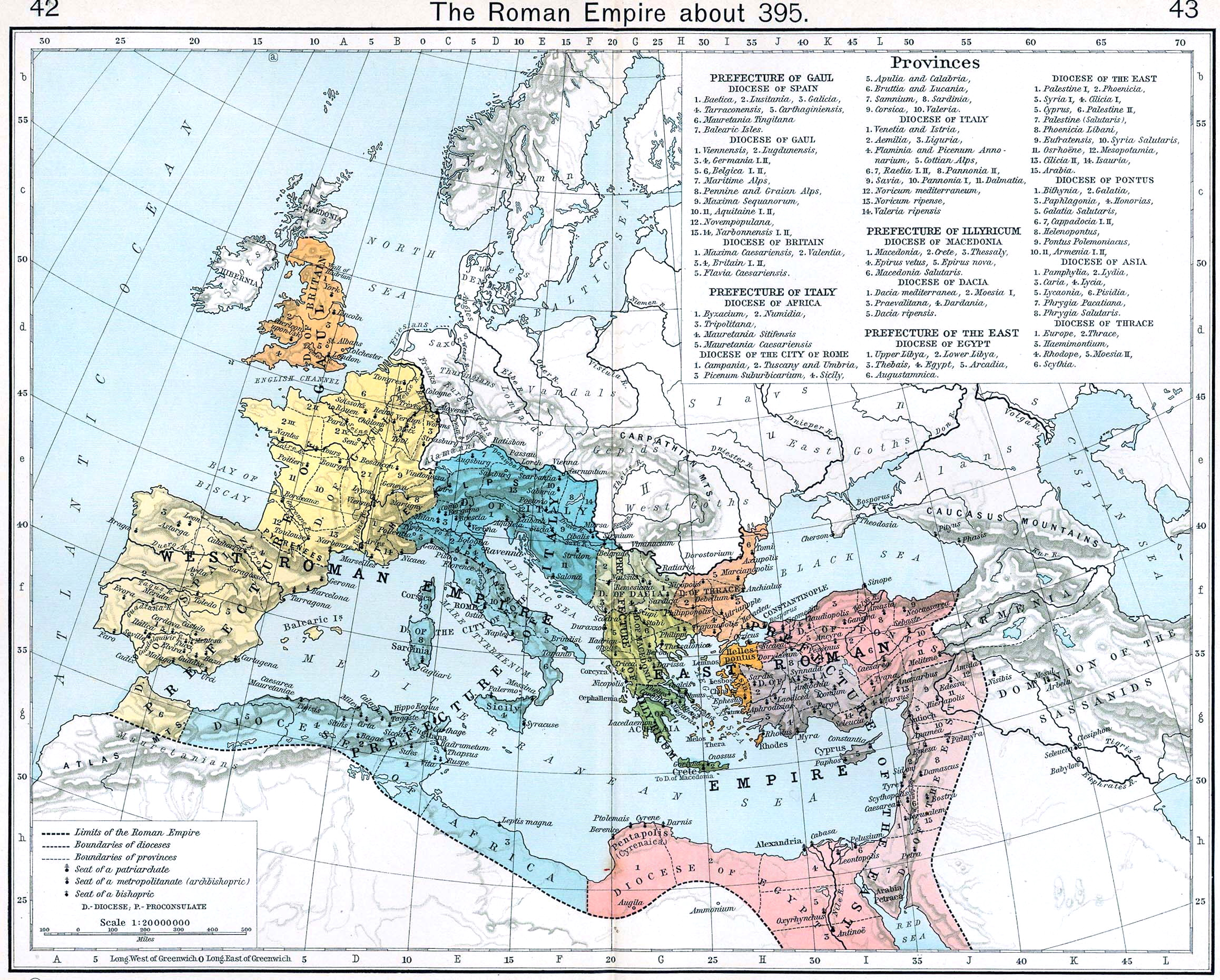
Ромейська імперія, діоцез Фракія, Скіфія (6)

Вихідці зі Скіфської епархії — прості громадяни, мудреці, воїни здійснили великий вплив на розвиток Ромейської імперії і християнської церкви. Їх можна було знайти в усіх верствах суспільства тодішньої Ромеї — від раба до імператора, від простого мирянина до святого отця.
Судячи з історичних джерел, єпархію населяли багато різних племен і народів, але фактично всі вони в тій чи іншій мірі є предками сучасного населення цих земель.
За словами митрополита Івана Огієнка: «Блаженний Теодорит оповідає, що св. Іван Золотоустий посилав своїх місіонерів до грецьких сусідів — кочовиків-скіфів, що жили біля Дунаю, і вони проповідували там християнство й закладали церкви. Взагалі багато церковних письменників III — IV віку, наприклад Тертуліян (помер 240 р.), Афанасій Олександрійський (помер 373 р.), Іван Золотоустий (помер 407 р.) та блаженний Єроним (помер 420 р.), розказуючи про поширення християнства по світу, називають у числі народів, де прийнялося християнство, і скіфів чи сарматів.»
У візантійських джерелах згадуються рух монахів-скіфів на захист православної віри у зв'язку з Вселенськими Соборами. Ось повідомлення про один з таких рухів у VI ст.   
| И вот официальное торжество дифизитства при Юстине вновь пробудило «кирилловскую» тоску некоторых монашеских душ. Выразителями ее явились так называемые «скифские монахи» (Иоанн Магненций, Леонтий и др.). Руководящий центр их был в Малой Скифии, в г. Томи (берег Черного моря — Добруджа). Внешней поддержкой для них оказался Виталиан. Он даже был родственником Леонтия. Эта группа скифов принимала Халкидонский собор, соглашалась с Римом. Но находила, что этого мало. Ей надо было спасать сам Халкидон от будто бы прилипающей к нему заразы несторианства. Что якобы несториане контрабандно протаскивают под прикрытием халкидонского флага свою ересь. Надо халкидонские формулы обеззаразить какими-то прибавками. Надо акцентировать речи о Христе-Богочеловеке постоянными добавками об Его божестве. Нажимать на то, что Иисус Христос есть «Единый из Трех Лиц Св. Троицы». Что этот Единый от Св. Троицы распят, пострадал по плоти |
Таким чином це вказує на наявність спільнот прихильників православного віровчення на землях сучасної України чи поряд з ними вже у ті далекі часи, причому прихильників настільки освічених і обізнаних у питаннях віровчення, що вони на рівних виступали на Вселенських Соборах.
Таким чином спільноти віруючих християн на землях сучасної України, Росії і Білорусі у певній мірі можуть розглядатися як спадкоємці по духу віруючих Скіфської Єпархії.

## Інші єпархії на території України
Також відомі Херсонська єпархія, з центром в Херсонесі (Севастополь), Сурозька, Фульська, Боспорська, Готська.  В Херсонесі Таврійському єпархія виникла після прибуття 310 р. за царювання імператора Діоклетіана в Тавроскіфію від Єрусалимського патріарха Гермона місіонерів - єпископів Василія і Єфрема. На мапі Ромейської імперії 395 р. південь України позначено як місце перебування остготів (східних), тому є підстави вважати , що Готська єпархія простягалась на сході  від Скіфської.
Питанням поширення християнської віри по світу, зокрема на землях України-Русі у своїх творах приділяли увагу чимало діячів Церкви, ще до «офіційного прийняття» християнства князем Володимиром, зокрема Іван Золотоустий, Тертулліан та інші.
З опису поширення християнської віри у світі починається також важлива пам'ятка української історії — «Повість врем'яних літ», скомпільована преподобним Нестором Літописцем.
В наші часи питаннями поширення християнства на землях сучасної України займався зокрема відомий український вчитель, священик і вчений, митрополит Іларіон (Огієнко).